# Hebesoma violentum
Hebesoma violentum är en hakmaskart som beskrevs av Van Cleave 1928. Hebesoma violentum ingår i släktet Hebesoma och familjen Neoechinorhynchidae. Inga underarter finns listade i Catalogue of Life.